# Edgardo Angara
Edgardo Angara y Javier (Baler, 24 de septiembre de 1934-Tagaytáy, 13 de mayo de 2018) fue un abogado y político filipino con una larga trayectoria, siendo senador de su país durante más de una década, desde 2001 hasta 2013. Además fue un gran hispanófilo, gran conocedor de la lengua española.

## Biografía
Angara se licenció como abogado en 1958 en la Universidad de las Filipinas y posteriormente, en 1964, logró su Legum Magister en la Facultad de Derecho de la Universidad de Míchigan, en los Estados Unidos. En mayo de 1972, junto con Juan Ponce Enrile fundó las asesorías jurídicas de ACCRA, que se convirtieron en uno de los bufete de abogados más reconocidos y prestigiosos de Filipinas. Entre los años 1981 y 1987 ejerció el cargo de presidente de la Universidad de las Filipinas.
El 6 de enero de 2001, cuando la presidencia de Joseph Estrada fue lisiada por un ensayo de acusación y se produjeron extensas acusaciones de corrupción, fue uno de los pocos miembros del Consejo que permaneció fiel a Estrada, hasta el final de su presidencia. Angara fue elegido con éxito en la elección a senador en 2001.
Edgardo Angara fue uno de los principales promotores del Día de la Amistad Hispano Filipina, que se celebra cada 30 de junio en virtud de la Ley de la República Nº 9187 de 22 de julio de 2002, promovida con el objetivo de fortalecer la relación entre dos naciones que comparten historia, valores y tradiciones.